# 9e étape du Tour d'Italie 2006
La 9e étape du Tour d'Italie 2006 a lieu le 15 mai 2006 entre Francavilla al Mare et Termoli. Elle est remportée par Tomas Vaitkus.

## Résultats

### Classement de l'étape
|    | Coureur                | Pays      | Équipe                |    | Temps           |
| -- | ---------------------- | --------- | --------------------- | -- | --------------- |
| 1  | Tomas Vaitkus          | Lituanie  | AG2R Prévoyance       | en | 3 h 05 min 13 s |
| 2  | Paolo Bettini          | Italie    | Quick Step-Innergetic | +  | m.t.            |
| 3  | Olaf Pollack           | Allemagne | T-Mobile              |    | m.t.            |
| 4  | Robbie McEwen          | Australie | Davitamon-Lotto       |    | m.t.            |
| 5  | Philippe Gilbert       | Belgique  | Française des jeux    |    | m.t.            |
| 6  | Alexandre Botcharov    | Russie    | Crédit agricole       |    | m.t.            |
| 7  | Manuele Mori           | Italie    | Saunier Duval         |    | m.t.            |
| 8  | Maximiliano Richeze    | Argentine | Panaria               |    | m.t.            |
| 9  | Leonardo Duque         | Colombie  | Cofidis               |    | m.t.            |
| 10 | Alessandro Spezialetti | Italie    | Liquigas              |    | m.t.            |

### Points attribués
|   | Cycliste          | Pays      | Équipe             | Points |
| - | ----------------- | --------- | ------------------ | ------ |
| 1 | Cyrille Monnerais | France    | Française des jeux | 8      |
| 2 | Yuriy Krivtsov    | Ukraine   | AG2R Prévoyance    | 6      |
| 3 | Mickaël Delage    | France    | Française des jeux | 4      |
| 4 | Patrick Calcagni  | Suisse    | Liquigas           | 3      |
| 5 | Grischa Niermann  | Allemagne | Rabobank           | 2      |
| 6 | Markel Irizar     | Espagne   | Euskaltel-Euskadi  | 1      |

|    | Cycliste               | Pays      | Équipe                | Points |
| -- | ---------------------- | --------- | --------------------- | ------ |
| 1  | Tomas Vaitkus          | Lituanie  | AG2R Prévoyance       | 25     |
| 2  | Paolo Bettini          | Italie    | Quick Step-Innergetic | 20     |
| 3  | Olaf Pollack           | Allemagne | T-Mobile              | 16     |
| 4  | Robbie McEwen          | Australie | Davitamon-Lotto       | 14     |
| 5  | Philippe Gilbert       | Belgique  | Française des jeux    | 12     |
| 6  | Alexandre Botcharov    | Russie    | Crédit agricole       | 10     |
| 7  | Manuele Mori           | Italie    | Saunier Duval         | 9      |
| 8  | Maximiliano Richeze    | Argentine | Panaria               | 8      |
| 9  | Leonardo Duque         | Colombie  | Cofidis               | 7      |
| 10 | Alessandro Spezialetti | Italie    | Liquigas              | 6      |
| 11 | Evgueni Petrov         | Russie    | Lampre-Fondital       | 5      |
| 12 | Alberto Ongarato       | Italie    | Team Milram           | 4      |
| 13 | Grégory Rast           | Suisse    | Phonak                | 3      |
| 14 | Josep Jufré            | Espagne   | Davitamon-Lotto       | 2      |
| 15 | Stefan Schumacher      | Allemagne | Gerolsteiner          | 1      |

### Cols et côtes
- Côte de Guglionesi, 3e catégorie (km 104,2)

|   | Cycliste               | Pays      | Équipe       | Points |
| - | ---------------------- | --------- | ------------ | ------ |
| 1 | José Enrique Gutiérrez | Espagne   | Phonak       | 3      |
| 2 | Davide Rebellin        | Italie    | Gerolsteiner | 2      |
| 3 | Jens Voigt             | Allemagne | Team CSC     | 1      |

### Points attribués pour le classement combiné
|    | Cycliste               | Pays      | Équipe             | Points |
| -- | ---------------------- | --------- | ------------------ | ------ |
| 1  | Paolo Savoldelli       | Italie    | Discovery Channel  | 39     |
| 2  | Ivan Basso             | Italie    | Team CSC           | 37     |
| 3  | José Enrique Gutiérrez | Espagne   | Phonak             | 36     |
| 4  | Damiano Cunego         | Italie    | Lampre-Fondital    | 28     |
| 5  | Sandy Casar            | France    | Française des jeux | 20     |
| 6  | Staf Scheirlinckx      | Belgique  | Cofidis            | 18     |
| 7  | Danilo Di Luca         | Italie    | Liquigas           | 15     |
| 8  | Robbie McEwen          | Australie | Davitamon-Lotto    | 15     |
| 9  | Mickaël Delage         | France    | Française des jeux | 15     |
| 10 | Grischa Niermann       | Pays-Bas  | Rabobank           | 14     |

## Classements à l'issue de l'étape

### Classement général
|     | Cycliste               | Pays       | Équipe            |    | Temps            |
| --- | ---------------------- | ---------- | ----------------- | -- | ---------------- |
| 1   | Ivan Basso             | Italie     | Team CSC          | en | 34 h 46 min 30 s |
| 2   | José Enrique Gutiérrez | Espagne    | Phonak            |    | 1 min 34 s       |
| 3   | Damiano Cunego         | Italie     | Lampre-Fondital   |    | 1 min 48 s       |
| 4   | Paolo Savoldelli       | Italie     | Discovery Channel |    | 2 min 35 s       |
| 5   | Serhiy Honchar         | Ukraine    | T-Mobile          |    | 2 min 43 s       |
| 6   | Danilo Di Luca         | Italie     | Liquigas          |    | 2 min 48 s       |
| 7   | Gilberto Simoni        | Italie     | Saunier Duval     |    | 3 min 20 s       |
| 8   | Giampaolo Caruso       | Italie     | Liberty Seguros   |    | 3 min 23 s       |
| DSQ | Thomas Danielson       | États-Unis | Discovery Channel |    | 3 min 31 s       |
| 10  | José Luis Rubiera      | Espagne    | Discovery Channel |    | 3 min 39 s       |

### Classement par points
|   | Cycliste      | Pays      | Équipe                | Points |
| - | ------------- | --------- | --------------------- | ------ |
| 1 | Robbie McEwen | Australie | Davitamon-Lotto       | 89     |
| 2 | Paolo Bettini | Italie    | Quick Step-Innergetic | 83     |
| 3 | Olaf Pollack  | Allemagne | T-Mobile              | 68     |

### Classement du meilleur grimpeur
|   | Cycliste          | Pays     | Équipe          | Points |
| - | ----------------- | -------- | --------------- | ------ |
| 1 | Ivan Basso        | Italie   | Team CSC        | 15     |
| 2 | Staf Scheirlinckx | Belgique | Cofidis         | 13     |
| 3 | Damiano Cunego    | Italie   | Lampre-Fondital | 10     |

### Classement du combiné
|   | Cycliste               | Pays      | Équipe             | Points |
| - | ---------------------- | --------- | ------------------ | ------ |
| 1 | Paolo Savoldelli       | Italie    | Discovery Channel  | 404    |
| 2 | José Enrique Gutiérrez | Espagne   | Phonak             | 215    |
| 3 | Bradley McGee          | Australie | Française des jeux | 185    |

### Classements par équipes

#### Classement aux temps
|   | Équipe            | Pays       |    | Temps             |
| - | ----------------- | ---------- | -- | ----------------- |
| 1 | Discovery Channel | États-Unis | en | 103 h 14 min 26 s |
| 2 | Liquigas          | Italie     | +  | 3 s               |
| 3 | Phonak            | Suisse     |    | 1 min 19 s        |

#### Classement aux points
|   | Équipe            | Pays       | Points |
| - | ----------------- | ---------- | ------ |
| 1 | Gerolsteiner      | Allemagne  | 132    |
| 2 | T-Mobile          | Allemagne  | 125    |
| 3 | Discovery Channel | États-Unis | 105    |

### Classements annexes

#### Classement Azzurri d'Italia
|   | Cycliste         | Pays      | Équipe            | Points |
| - | ---------------- | --------- | ----------------- | ------ |
| 1 | Robbie McEwen    | Australie | Davitamon-Lotto   | 12     |
| 2 | Paolo Savoldelli | Italie    | Discovery Channel | 6      |
| 3 | Tomas Vaitkus    | Lituanie  | AG2R Prévoyance   | 5      |

#### Classement de la combativité
|   | Cycliste         | Pays      | Équipe                | Points |
| - | ---------------- | --------- | --------------------- | ------ |
| 1 | Robbie McEwen    | Australie | Davitamon-Lotto       | 21     |
| 3 | Paolo Bettini    | Italie    | Quick Step-Innergetic | 20     |
| 2 | Paolo Savoldelli | Italie    | Discovery Channel     | 16     |

#### Classement 110 Gazzetta
|   | Cycliste         | Pays      | Équipe             | Points |
| - | ---------------- | --------- | ------------------ | ------ |
| 1 | Mickaël Delage   | France    | Française des jeux | 10     |
| 2 | Grischa Niermann | Allemagne | Rabobank           | 7      |
| 2 | Patrick Calcagni | Suisse    | Liquigas           | 7      |

#### Classement de l'échappée (Fuga)
|   | Cycliste            | Pays    | Équipe            | Points |
| - | ------------------- | ------- | ----------------- | ------ |
| 1 | Christophe Edaleine | France  | Crédit agricole   | 207    |
| 2 | Sergiy Matveyev     | Ukraine | Panaria           | 207    |
| 3 | Andoni Aranaga      | Espagne | Euskaltel-Euskadi | 207    |

## Classements annexes
| Classement | Coureur                      | Total             |
| ---------- | ---------------------------- | ----------------- |
| points     | Robbie McEwen Australie      | 89                |
| montagne   | Ivan Basso Italie            | 15                |
| combiné    | Paolo Savoldelli Italie      | 404               |
| équipe     | Discovery Channel États-Unis | 103 h 14 min 26 s |